# Särkijärvi (sjö i Jockas, Södra Savolax)
Särkijärvi är en sjö i kommunen Jockas i landskapet Södra Savolax i Finland. Sjön ligger 103,9 meter över havet. Arean är 1 kvadratkilometer och strandlinjen är 9,94 kilometer lång. Sjön  ingår i Vuoksens huvudavrinningsområde.   Den ligger omkring 41 kilometer öster om S:t Michel och omkring 250 kilometer nordöst om Helsingfors. 